# 真鍋正
真鍋 正（まなべ ただし、1931年9月14日 - 1994年4月30日）は、日本の経営者。ナムコ社長を務めた。愛媛県出身。

## 経歴
1957年に中央大学第二経済学部経済学科を卒業し、1964年に中村製作所(のちのナムコ)に入社。1972年に取締役に就任し、1981年に常務、1986年6月に専務を経て、1990年6月に社長に就任。1992年4月には副会長に就任。
1994年4月30日大腸がんのために死去。62歳没。